# Yandro Quintana
Yandro Quintana, född den 30 januari 1980 i Ciego de Ávila, Kuba, är en kubansk brottare som tog OS-guld i fjäderviktsbrottning i fristilsklassen 2004 i Aten. Idag bor han i Havanna.